# Dodington Hall

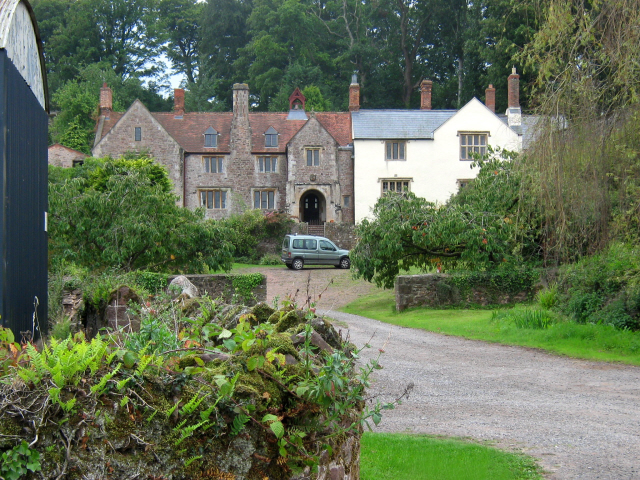
Dodington Hall

Dodington Hall ist ein Landhaus in der Ortschaft Dodington in der englischen Grafschaft Somerset. Es entstand im 15. Jahrhundert und wurde von English Heritage als historisches Gebäude II. Grades gelistet.
Das Haus wurde aus lokalem roten Sandstein errichtet und hat ein Schieferdach mit mehreren Kaminen.
In der offenen Halle befindet sich eine dekorierte Decke, eine weitere gibt es im Salonflügel, die auch heraldische Gläser enthält, die von der ursprünglichen Ausstattung von 1485 bis heute erhalten geblieben sind.
Das Herrenhaus wurde 1581 erweitert, aber verfiel dann und wurde im 17. Jahrhundert als Bauernhaus genutzt.
Im Keller unter der Küche befindet sich ein Wasserrad, das den Drehspieß in der Küche antreibt.